# 特里亚特诺
特里亚特诺（1987年12月20日—），印度尼西亚男子举重运动员。曾参加2008年、2012年和2016年三届奥运，其中在2008年北京奥运斩获一枚铜牌、2012年伦敦奥运斩获一枚银牌。